# Precious Wilson
Precious Wilson (Jamaica, Spanish Town, 1957. október 18. –) jamaicai énekesnő. Az Eruption együttes tagjaként vált ismertté az 1970-es évek második felében. 1979-ben az együttes menedzsere, Frank Farian támogatásával szólókarrierbe kezdett. Az 1980-as évek első felében azonban a diszkózene népszerűsége jelentősen visszaesett, és Precious Wilson iránt is csökkent az érdeklődés. Az évtized második felétől kezdve már csak elvétve jelent meg egy-egy kislemeze vagy maxija.

## Karriertörténet

### Az Eruption tagja
Precious Wilson családja 1964-ben Angliába költözött, aztán az Amerikai Egyesült Államokba, Connecticutba. Itt a fiatal lány a helyi templom kórusában gospeleket énekelt. Élvezte az éneklést, és többen azt tanácsolták neki, hogy foglalkozzon is ezzel, mert nagyon jó a hangja. A család az 1970-es évek elején visszatért Angliába. 1974-ben Wilson egy újonnan alakult együttes, a Silent Eruption tagja lett, ahol eleinte csak a háttérben énekelt. 1975-ben az együttes részt vett egy tehetségkutató versenyen, melyet meg is nyert. Az első díj egy lemezfelvételi lehetőség volt. A dal 1976-ban jelent meg Let Me Take You Back in Time címmel. A kislemez nem lett sikeres, ezért a vezető énekesnő, Leslie Jackson távozott az együttesből. A helyét Precious foglalta el. A csapat az NSZK-ba utazott fellépésekre, mivel ott igen népszerű volt a diszkózene, és szinte naponta tűntek fel az új sztárok. A Silent Eruption fellépett Frank Farian saarbrückeni diszkójában is. Farian pártfogoltja, a Boney M. akkoriban már rendkívül nagy népszerűségnek örvendett, és az élelmes menedzser úgy gondolta, érdemes lenne még egy hasonló együttest befuttatnia. Megegyezett a brit zenekarral, nevüket pedig Eruptionre rövidítette. Party Party címmel adta ki első kislemezüket, a nagy áttörést azonban az I Can’t Stand the Rain jelentette, amely Ann Peebles örökzöldjének feldolgozása. A felvétel még az Egyesült Államokban is felkerült a slágerlistára. Az Eruption későbbi dalai a tengerentúlon ugyan már nem sok vizet zavartak, Európában viszont népszerűek lettek, különösen a One Way Ticket, egy régi Neil Sedeka-szám feldolgozása. Addigra az Eruptionnek már két nagylemeze jelent meg, melyek lehetőséget adtak arra, hogy a zenészek bebizonyítsák sokoldalúságukat, az énekesnő pedig azt, hogy hangja nem csak a diszkózene követelményeinek felel meg. Az albumok eklektikussága miatt azonban az Eruption nem vált olyan körülrajongott popsztárrá, mint a Boney M. Farian viszont úgy érezte, Precious hangja annyira jó, hogy az énekesnő szólóban is megállná a helyét. A szólópálya első lépéseként Wilson vendégelőadóként működött közre a Boney M. 1979-es Oceans of Fantasy című nagylemezén. A Let It All Be Music című dalban csak vokálozott, ám a Hold On I’m Coming című felvételt lényegében egyedül énekelte. Ez lett az első szólóslágere, amelyet kislemezen is kiadtak, immár csak az ő nevével.

### A szólóénekesnő
1980-ban jelent meg Precious első szólóalbuma, az On the Race Track, amely egész Európában népszerű lett. A We Are on the Race Track mellett az LP nagy slágere egy régi dal, a Cry to Me feldolgozása volt, melyet elsőként Solomon Burke énekelt 1962-ben, de feldolgozta a Rolling Stones is. A nagylemezen hallható egy másik örökzöld melódia, Roberta Flack Killing Me Softly című slágerének feldolgozása is. 1981 októberében Wilsonnak az I Need You című kislemeze jelent meg, amely Svájcban a slágerlista 6. helyéig jutott. Fél évvel később az I Don’t Know című felvétel már az új album beharangozója volt, ami 1982 nyarán jelent meg All Coloured in Love címmel. A nagylemez eltérő tracklistával jelent meg Angliában,  Olaszországban és Franciaországban. Ezeken a változatokon hallható volt Billy Ocean Red Light című, néhány évvel korábbi diszkóslágerének feldolgozása is, ami az NSZK-ban csak kislemezen jelent meg. Kislemezre másolták ki a Raising My Family című dalt is, melynek eredetijét korábban Steve Kekana adta elő. Wilson nem volt megelégedve dalainak a sikerével, beleértve az 1983-ban kibocsátott Let’s Move Aerobic (Move Your Body) című kislemezt is. Harmadik nagylemeze, a Funky Fingers már valóban nem keltett számottevő figyelmet. Miután Precious szerződése lejárt Farian cégénél, a Hansánál, az énekesnő visszatért Angliába. 1985-ben szerződést kötött a Jive Recordsszal, ahol a következő évben megjelent a Precious Wilson című albuma. A cég nagy reményeket fűzött az énekesnő sikereihez, de sem az I’ll Be Your Friend, sem A Nílus gyöngye című sikeres kalandfilm számára írt The Jewel of the Nile, sem pedig a Nice Girls Don’t Last fogadtatása nem volt túl kedvező. 1987-ben az évtized második felének slágergyárosai, a Stock–Aitken–Waterman trió pártfogásával készült el az Only the Strong Survive című maxilemeze, egy régi Jerry Butler-sláger feldolgozása, de az sem lett sikeres. Három év szünet következett, ám kudarcot jelentett az 1990-ben kiadott I May Be Right for You is. Már-már úgy tűnt, Wilson csillaga végleg leáldozott, amikor két feldolgozással váratlanul ismét népszerűvé vált a diszkókban. Az egyik Sheila B. Devotion Spacer című slágerének átirata volt, a másik Donna Summer I Feel Love című örökzöldjének feldolgozása, melyet Precious a Messiah nevű technoegyüttessel készített. Azóta viszont nem készített újabb felvételeket, hanem háttérvokálozott mások lemezein, illetve az Eruption featuring Precious Wilson formációval turnézik.

## Diszkográfia

### Kislemezek, maxik
| Év   | Dal                                           | Helyezések | Helyezések | Helyezések | Helyezések | Helyezések |
| Év   | Dal                                           | GER        | SWI        | NL         | UK         | US R&B     |
| ---- | --------------------------------------------- | ---------- | ---------- | ---------- | ---------- | ---------- |
| 1979 | "Hold On, I'm Coming"                         | -          | -          | 45         | -          | -          |
| 1980 | "Cry To Me"                                   | -          | 3          | 12         | -          | -          |
| 1981 | "We Are on the Race Track"                    | 11         | -          | -          | -          | -          |
| 1981 | "I Need You"                                  | 39         | 6          | -          | -          | -          |
| 1982 | "I Don't Know"                                | 33         | -          | -          | -          | -          |
| 1982 | "Raising My Family"                           | 61         | -          | -          | -          | -          |
| 1982 | "Red Light" (FR)                              | -          | -          | -          | -          | -          |
| 1983 | "Let's Move Aerobic (Move Your Body)"         | -          | -          | -          | -          | -          |
| 1984 | "River Deep, Mountain High" / "Funky Fingers" | -          | -          | -          | -          | -          |
| 1985 | "I'll Be Your Friend"                         | -          | -          | -          | -          | 40         |
| 1986 | "The Jewel of the Nile"                       | -          | -          | -          | -          | -          |
| 1986 | "Nice Girls Don't Last"                       | -          | -          | -          | -          | -          |
| 1986 | "Love Can't Wait" (US)                        | -          | -          | -          | -          | -          |
| 1987 | "Only the Strong Survive"                     | -          | -          | -          | -          | -          |
| 1990 | "I May Be Right 4U"                           | -          | -          | -          | -          | -          |
| 1992 | "I Feel Love" (Messiah feat. Precious Wilson) | -          | -          | -          | 19         | -          |
| 1992 | "Spacer" (Funky French Guy & Precious Wilson) | -          | -          | -          | -          | -          |

### Albumok
- 1980 On the Race Track
- 1982 All Coloured in Love
- 1983 Funky Fingers
- 1986 Precious Wilson

## Külső hivatkozások

### Weboldalak
- Precious Wilson hivatalos honlapja
- Angol nyelvű pályakép

### Videók
- Hold On I’m Coming
- Cry to Me
- Cry to Me (másik klip)
- I Don’t Know
- Red Lights
- We Are on the Race Track